# Birbynė

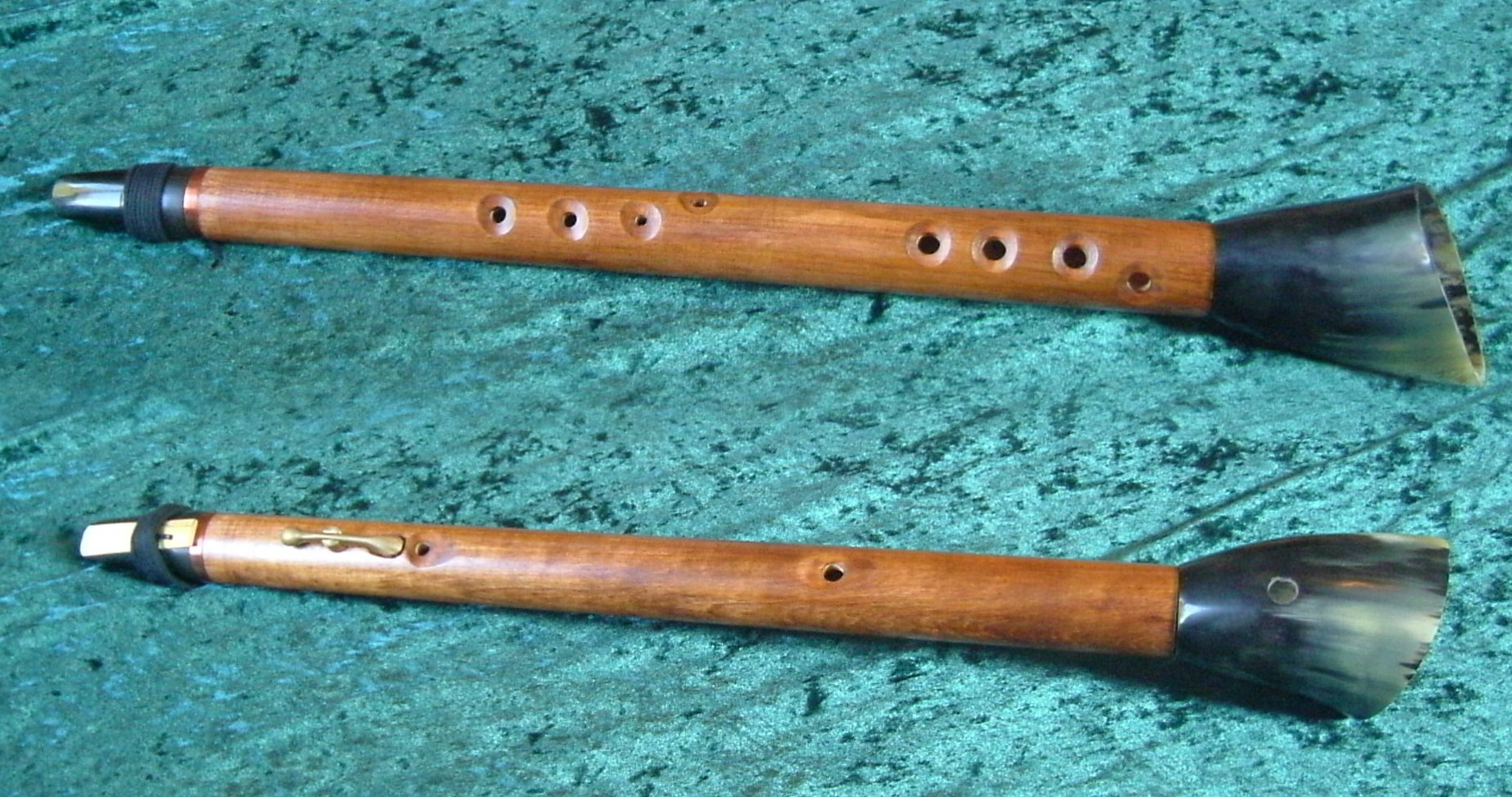
Sopran-Birbynė, Vorder- und Rückansicht

Birbynė ist eine in Litauen gespielte Hornpfeife mit einem Einfachrohrblatt. Das früher aus einem Pflanzenrohr mit einem idioglotten Rohrblatt bestehende, diatonische Volksmusikinstrument wurde im 20. Jahrhundert zu einem chromatischen Blasinstrument entwickelt, das in der klassischen Musik verwendet wird. Es gibt Instrumente unterschiedlicher Größe für die Sopran-, Tenor- und Kontrabasslage. Neben der Kastenzither kanklės (in Finnland kantele) gilt sie in Litauen als Nationalinstrument. Instrumentenkundlich zur Familie der Klarinetten gehörig ist die birbynė am nächsten mit den in Lettland gespielten Hornpfeifentypen, darunter der ganurags verwandt.

## Bauform
Die am häufigsten (auch solistisch) gebrauchte Form ist die auf Sopran gestimmte birbynė. Sie hat ein Rohr aus Holz (meist Ahorn- oder Apfelholz). Die Innenbohrung ist zum Teil zylindrisch, zum Teil konisch. Mit Hilfe einer Überblasklappe überbläst die birbynė in die kleine Dezime, d. h. beim Grundton a erklingt einfach überblasen c´. Der Tonumfang der Sopran-Birbynė (aukštoji birbynė) kann bis zu zweieinhalb Oktaven betragen (von a bis d3). Sie besitzt zehn Grifflöcher, davon acht auf der Oberseite und zwei Daumenlöcher auf der Unterseite. Das Rohrblatt wird auf einem Mundstück befestigt, das dem Mundstück der Klarinette ähnelt und aus Ebenholz oder Horn besteht. Auf dem Ende des Schallrohrs sitzt ein Schallbecher aus Kuhhorn. Die mit der rechten Hand gegriffenen unteren Grifflöcher ergeben eine chromatische Tonleiter. Die Löcher, die mit der linken Hand gegriffen werden, liegen im Ganz- und Halbtonabstand der gewohnten C-Dur Tonleiter. In diesem Bereich werden erhöhte oder erniedrigte Töne durch Hilfsgriffe erzeugt. Die Sopran-Birbynė klingt im unteren Register weich und warm mit Anklängen an das Saxophon, im hohen etwas schärfer mit Anklängen an die Oboe.
Die Tenor-Birbynė (tenorinė birbynė) ähnelt der Sopran-Birbynė, ist jedoch länger. Zur leichteren Spielbarkeit werden einige Klappen verwendet. Ihr Umfang reicht von H bis a1. Ihr kräftiger und voller Klang wird gern mit dem Cello verglichen.
Das Schallrohr der Kontrabass-Birbynė (kontrabosinė birbynė) ist aus Messing und holzfarben lackiert. Ihr Mundstück ist abgewinkelt, der Schalltrichter ist ein großes Horn oder Hornimitat. Der Umfang reicht von Fis1 bis b. Im tiefen Register klingt sie kontrafagottähnlich, im hohen klarinettenhaft.

## Herkunft und Spielweise
Die Bezeichnung birbynė ist 1747 zum ersten Mal in einem Wörterbuch belegt.  Sie war ursprünglich Oberbegriff für Rohrblattinstrumente unterschiedlicher Art. Sie umfasste Strohhalmchalumeaux, Pfeifen mit Gänsefederblatt, Rohrpfeifen aus verschiedenen Holzarten und sogar ein Ziegenhorn mit Rohrblattmundstück.
Die heutige birbynė ging aus einer ragelis („kleines Horn“) genannten Hornpfeife hervor. Diese war 25–30 cm lang und hatte 5–7 Grifflöcher; nur die untere Oktave hatte einen angenehmen Klang. Bis Ende des 19. Jahrhunderts wurde es in der Volksmusik verwendet, dann aber zunehmend von Klarinette und Akkordeon verdrängt, so dass es in den 1930er- und 1940er-Jahren nahezu vergessen war.
Im Zuge der Wiederbelebung wurden Instrumente in verschiedenen Stimmlagen geschaffen, um den Bedürfnissen der Folklore-Ensembles besser zu entsprechen (in C, D und G, sowie ein Bass- und ein Kontrabassinstrument). Um auch neue litauische Kompositionen mit Chromatik und Modulation spielen zu können, entwickelten der Instrumentenbauer Serva und der Volksensembleleiter Samuitis die jetzige Form der hohen birbynė. Die tieferen Instrumente wurden entsprechend ergänzt.
Die birbynė wird heute solistisch oder im Ensemble mit anderen litauischen Volksinstrumenten gespielt. Ein Birbynė-Quintett besteht häufig aus zwei Sopran-, zwei Tenor- und einer Kontrabass-Birbynė. Das Repertoire umfasst neben Folklore auch andere Unterhaltungsmusik. Auf der birbynė wird auch klassische Sololiteratur für Klarinette oder andere Blasinstrumente gespielt.